# 外海中学
外海中学（英語：Waihai Middle School），又称五邑大学第一附属中学，亦可以简称邑大附中或外中，是广东省江门市江海区的一所完全中学。其党委书记为陈尧。

## 历史
- 外海中学原本是外海民办初级中学。
- 1969年改名为外海高级中学，校址设立在新会农业技术学校（中专）内，当时仅有两个班。
- 1970年8月，外海农业中学与外海高级中学合并，改名为“外海中学”。
- 1974年9月，校址移至赤岭山脚，新建校舍，只招高中生。
- 1977年底，学校由江门市管辖，1978年9月改为完全中学，1992年外海五昌中学并入外海中学。
- 2019年6月11日与五邑大学合作办学挂牌成立五邑大学第一附属中学。[1]

## 学校改造

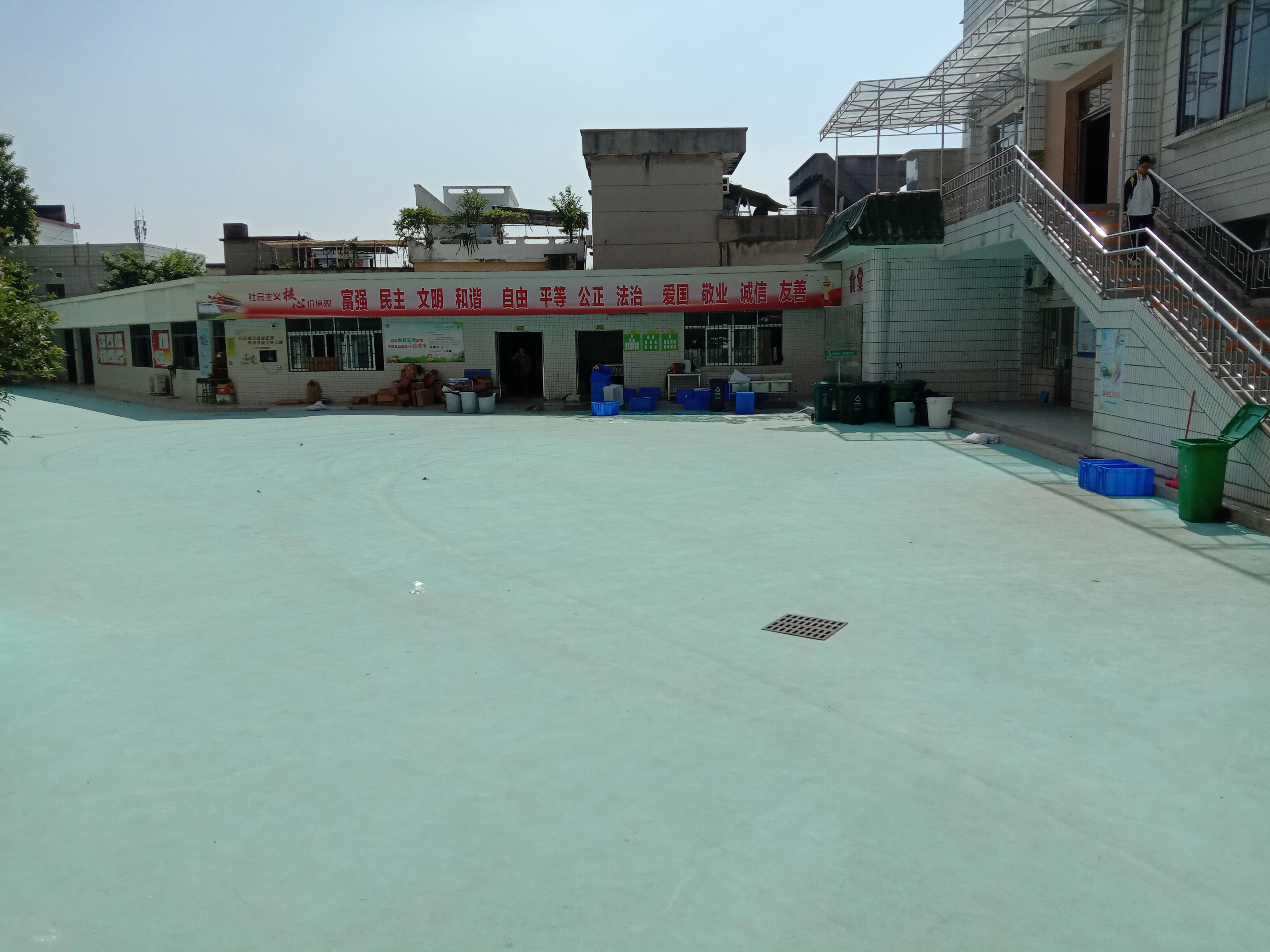
外海中学新食堂

2023年夏，外海中学食堂由新的承包商承包。在广泛征求师生意见后，装修食堂计划于暑假期间开始动工。
江海区政府于2024年2月22日派人至外海中学实地考察，并提出要扩建外海中学。同年5月20日，外海中学改造工程被人承包。

## 办学特色
学校将“以德育为首，以教学质量为中心，全面推进素质教育”作为办学理念。根据外海“文化之乡”的地方特点，学校将音体美和信息技术教育作为特长科目。

## 扩建前的相关图片

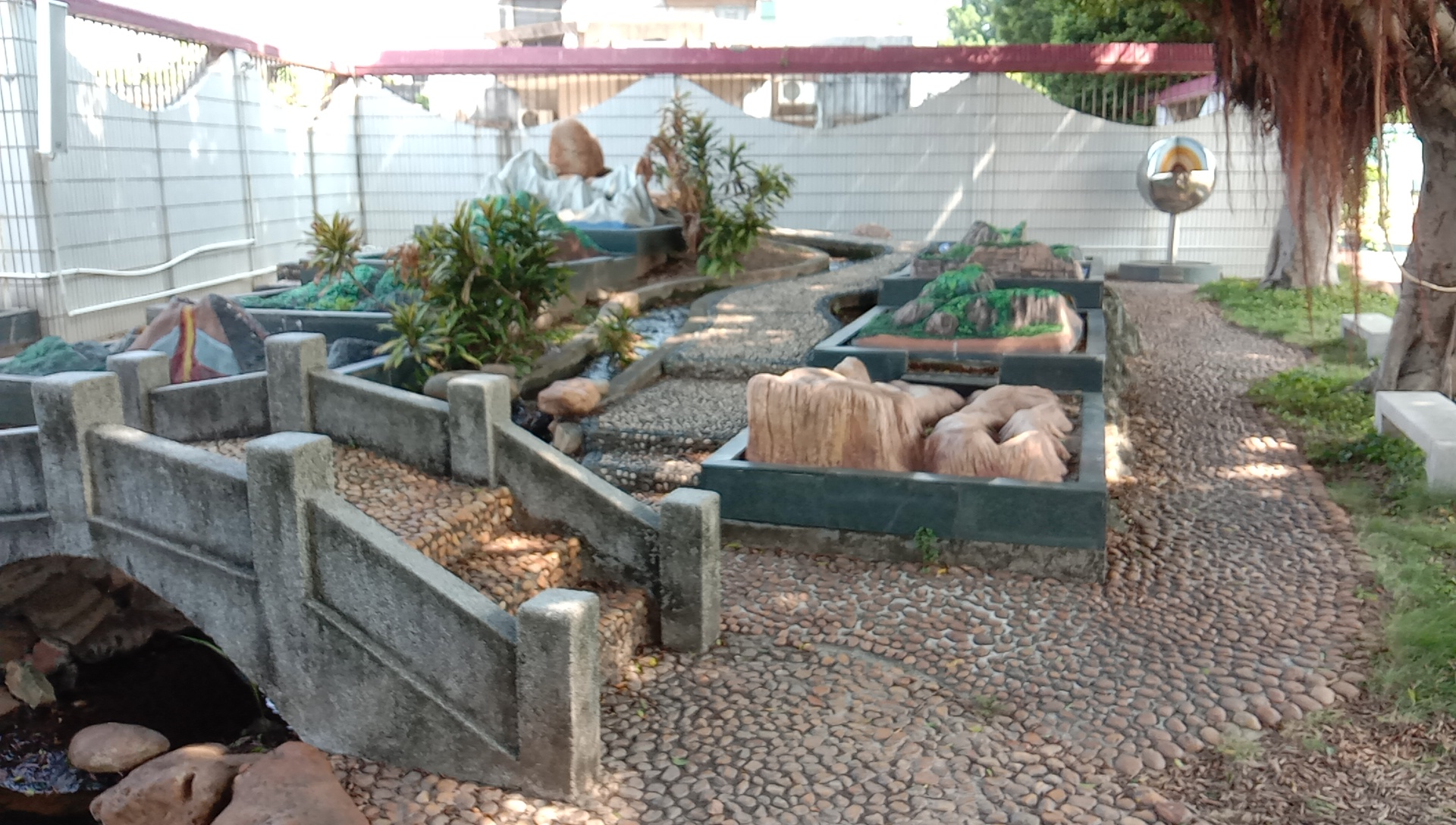
高中部的地理园

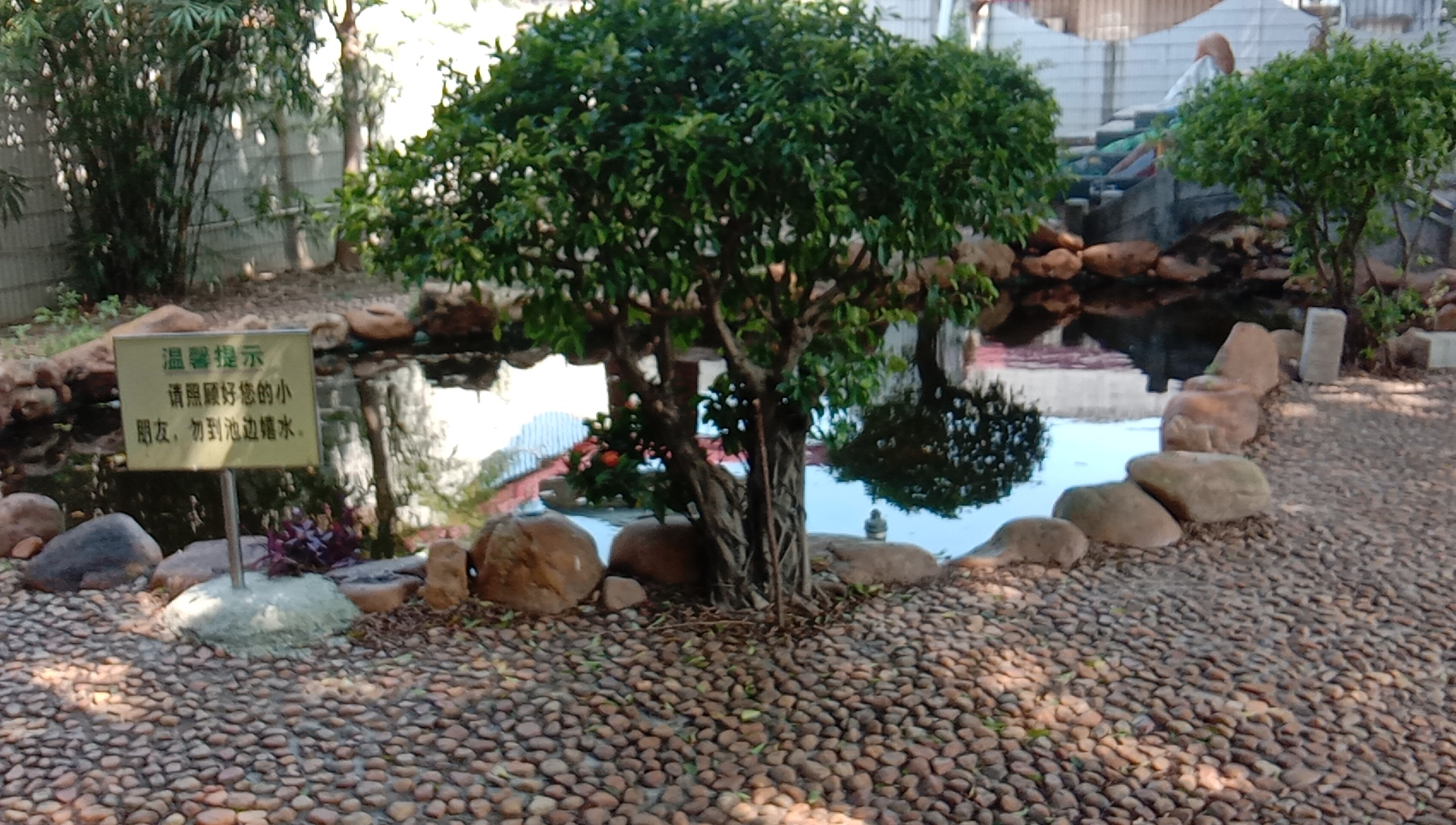
高中部地理园旁边的小水坑

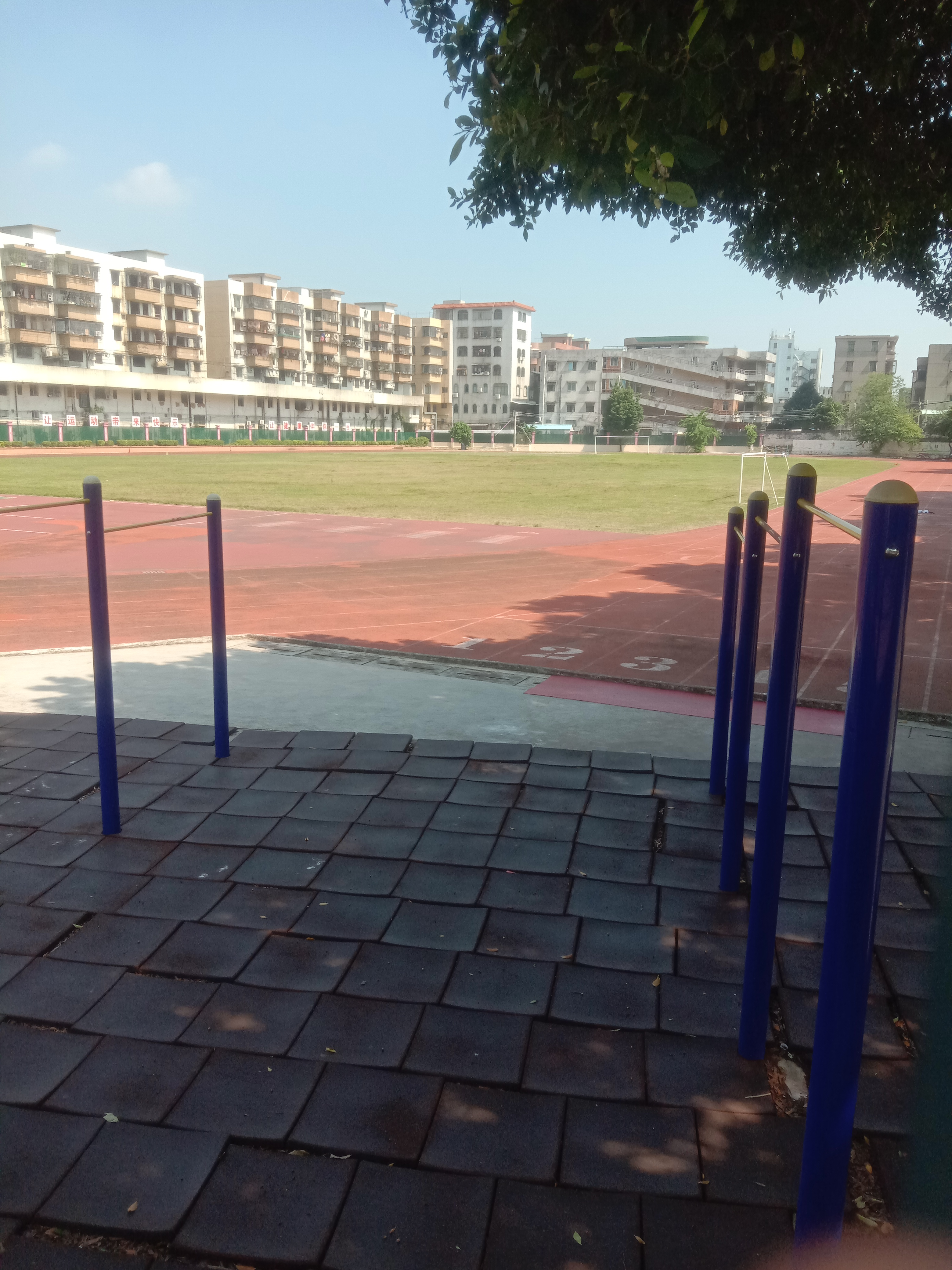
初中部的操场